# 御殿場市立神山小学校
御殿場市立神山小学校（ごてんばしりつ こうやましょうがっこう）は、静岡県御殿場市神山にある公立小学校。

## 沿革
- 1874年（明治7年）4月 - 審問舎の設置[1][2]。
- 1884年（明治17年）1月 - 審問舎・天倪舎・大成舎を合併し、凾西小学校となる。
- 1886年（明治19年）9月 - 藍沢小学校と改称。
- 1890年（明治23年）10月 - 富士岡尋常小学校と改称し、神山分教場になる。
- 1892年（明治25年）8月 - 神山分教場が独立し、富士岡第二尋常小学校となる。
- 1908年（明治41年）7月 - 小学校令の改正に伴い、富士岡村尋常高等小学校の分教室となる。
- 1941年（昭和16年）4月 - 富士岡村国民学校神山分校に改称する。
- 1947年（昭和22年）4月 - 駿東郡富士岡小学校神山分教場に改称。
- 1955年（昭和30年）
  - 2月1日 - 駿東郡富士岡村立神山小学校となる。校章制定。
  - 2月11日 - 市制施行により御殿場市立神山小学校に改称。
- 1960年（昭和35年）1月 - 校歌制定。

## 通学区域
- 町屋（アーバンヒルズ1組 2組 3組 4組 5組 6組を除く）、神山、尾尻、高内、富士見原[3]

## 進学先中学校
- 御殿場市立富士岡中学校[3]